# Ópera española

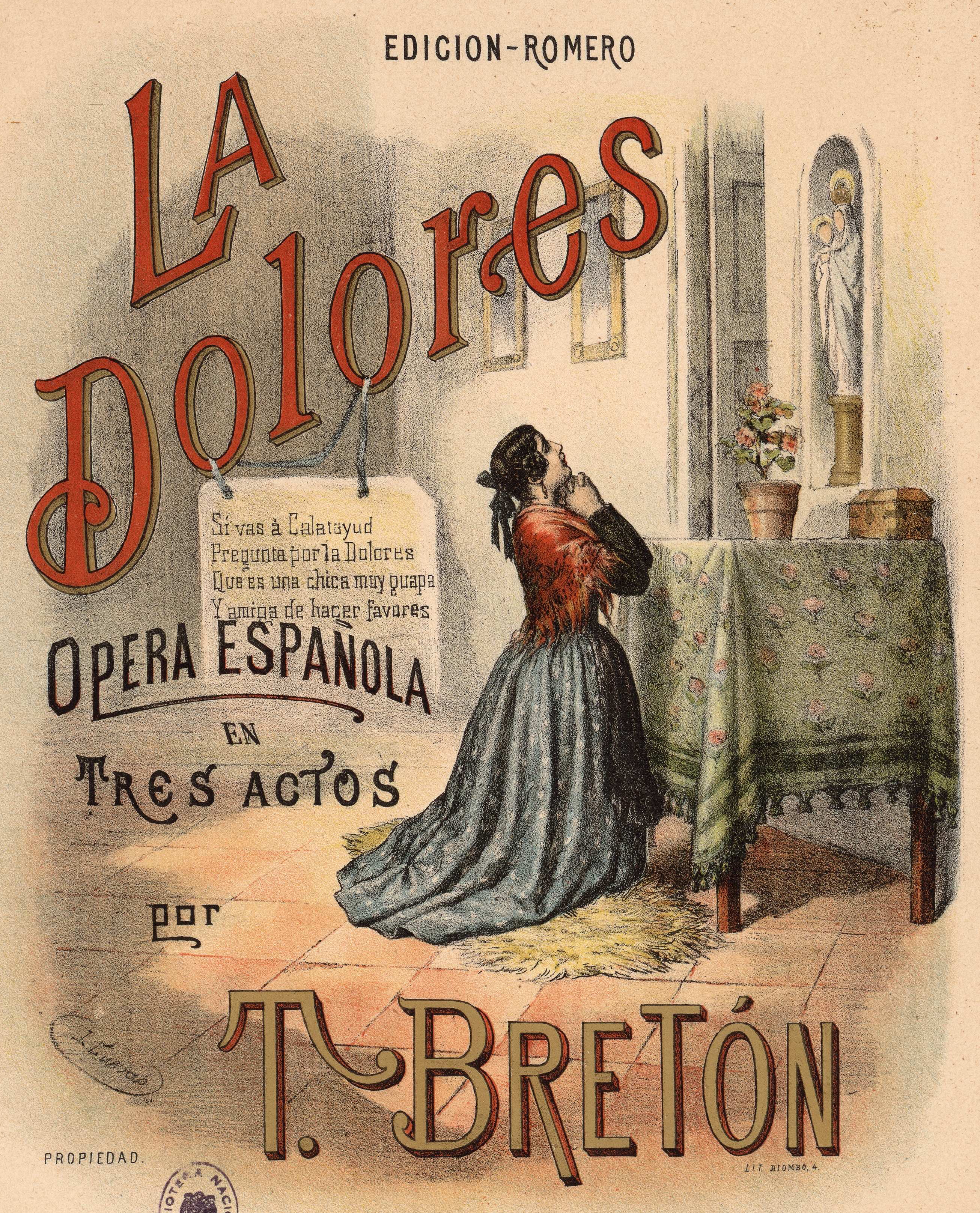
La Dolores, exponente de la ópera española

La ópera española es el arte de la ópera en España,  aunque también puede significar la ópera en idioma español. La ópera ha existido en España desde mediados del siglo XVII. 

## Historia
La ópera se desarrolló más lentamente en España en comparación con Francia, e Italia, y en menor medida con Alemania, las cuales han tenido tradiciones ininterrumpidas de óperas desde los inicios del siglo XVII. Una de las razones de su lento desarrollo fue la existencia de una fuerte tradición del drama hablado en España que hizo creer a algunos críticos que la ópera era una forma de arte menos valiosa. Sin embargo, existía una tradición de canciones en obras habladas que empezó a principios del siglo XVI con notables compositores como Juan del Encina.
Las primeras óperas aparecieron a mediados del siglo XVII con libretos de escritores famosos como Calderón de la Barca y Lope de Vega que musicaron compositores como Juan Hidalgo de Polanco. Estas primeras óperas, sin embargo, fracasaron en llamar la atención del público español. No fue hasta que alcanzaron popularidad la Ópera de baladas y la Opéra-comique que la ópera en España empezara a ganar impulso, porque el uso del idioma vernáculo animó inevitablemente a los compositores españoles a desarrollar su propio estilo nacional de ópera: la zarzuela.
Ya en el siglo XVIII, aparecen óperas como Una cosa rara, la más exitosa del compositor valenciano Vicente Martín y Soler, coetáneo de Mozart, con quien rivalizó en popularidad en Viena.

## Zarzuela
La zarzuela se caracteriza por una mezcla de diálogo hablado y canto. Aunque las primeras incursiones en la ópera de Juan Hidalgo de Polanco seguían las reglas de la ópera italiana, él fue decisivo ayudando a crear la forma artística, componiendo la primera zarzuela conocida, El laurel de Apolo, en 1657. La elegante zarzuela barroca, una mezcla de drama poético sofisticado, opera alegórica, canción popular, y danza, fue la moda de la Corte española durante los 100 años siguientes.
El arte de la ópera floreció en España durante el siglo XVIII con dos compositores excelentes, Sebastián Durón y Antonio Literes. La ópera de Literes Accis y Galatea (1708) fue especialmente popular. También, al final de siglo, es digno de mención Antonio Rodríguez de Hita (c.1724–87) quien usaba guitarras, mandolinas, panderetas, y castañuelas e incorporó danzas espectaculares a su ópera Las labradoras de Murcia (1769). La zarzuela (en este sentido) fue eventualmente reemplazada por un espectáculo aún más simple, la tonadilla escénica (generalmente una historia cotidiana del pueblo con los pies en la tierra), pero esta también llegó a ser cada vez más sofisticada. Eventualmente la popularidad de la zarzuela declinó al final del siglo XVII, con la última zarzuela conocida de la centuria, Clementina de Luigi Boccherini, estrenada en 1786. Durante los siguientes sesenta años la opera italiana llegó a ser la forma predominantemente popular en España.
A mediados del siglo XIX hubo un renovado interés sobre la zarzuela en España, justo como en otras naciones el aumento de la conciencia nacional dio origen a estilos peculiares para combatir la influencia que impregnaba la ópera italiana. Se estima que más de 10 000 zarzuelas se escribieron en los cien años posteriores a 1850. El Teatro de la Zarzuela en Madrid llegó a ser el centro de la actividad, pero multitud de compañías en la capital, las provincias, y las áreas hispano parlantes de América Central y Sudamérica interpretaban activamente zarzuela en su repertorio.
De particular interés es el compositor Francisco Asenjo Barbieri quien se propuso crear un estilo operístico nacional característico que fusionara la tonadilla tradicional y el antiguo drama aristocrático en una nueva forma evolucionada de la ópera cómica italiana. En cambio, Emilio Arrieta permaneció más próximo al puro modelo del Romanticismo italiano en zarzuelas como Marina (1855). Los dos fueron serios rivales a los ojos del público y su conducta competitiva hizo que la zarzuela fuera extremadamente popular.
Otros compositores, tales como Tomás Bretón y Ruperto Chapí, escribieron zarzuelas más pequeñas conocidas como género chico que eran comedias en un acto. Estas óperas cómicas a menudo contenían sátiras sociales o políticas y generalmente tenían menos música y más diálogo hablado que las otras formas de zarzuela. El género chico alcanzó su cénit de popularidad entre los años 1880s y 1890s con el compositor Federico Chueca.
En el siglo XX la zarzuela evolucionó con gusto popular, aunque la mezcla de obra hablada y música en proporciones iguales permaneció. Las zarzuelas del tipo Opereta-zarzuelas, principalmente de Pablo Luna y Amadeo Vives, coexistieron con comedias estilo revista como la del compositor Francisco Alonso Las Leandras (1931) y dramas sentimentales de estilo verista, como la obra de José Serrano titulada La dolorosa (1930). En los años treinta Pablo Sorozábal intentó restaurar la confianza satírica de los años 90 del siglo anterior, pero después de la Guerra Civil Española la calidad inconfundible de la zarzuela se perdió en imitaciones de los musicales de Broadway. Desde 1960 muy pocas obras nuevas han entrado en el repertorio, pero la popularidad de las obras clásicas continúa.

## Ópera cantada
Aunque se han escrito muchas óperas españolas, completas o en un acto, muy pocas han entrado en el repertorio internacional. La vida breve, de Manuel de Falla, y Goyescas, de Enrique Granados, son obras en un acto que se escuchan y ven a menudo en España y en el extranjero. La Dolores de Tomás Bretón, Margarita la tornera de Ruperto Chapí y algunas óperas en inglés de Isaac Albéniz -en particular Merlín y Pepita Jiménez- son obras completas que se han representado en Europa y América, además de en España.
Entre las óperas en español escritas y muy escuchadas en América y otros países figuran tres de Alberto Ginastera, en particular Bomarzo (Nueva York, 1967), y Florencia en el Amazonas (Houston, 1996), del compositor mexicano Daniel Catán.